# Keizerlijk Paleis (Poznań)
Het Keizerlijk Paleis (Pools: Zamek Cesarski w Poznaniu, Duits: Residenzschloss Posen) is een paleis in de Poolse stad Poznań. Het werd gebouwd in opdracht van de Duitse keizer Wilhelm II naar de plannen van de architect Franz Schwechten.

## Benaming
Toen het paleis gebouwd werd was Poznań nog een Duitse stad onder de naam Posen. De naam van het paleis was toen Königliches Residenzschloss. Hoewel het in opdracht van de keizer gebouwd werd was die eveneens koning van Pruisen. In Polen wordt de voorkeur gegeven aan keizerlijk paleis om verwarring te vermijden met het oudere en Poolse Koninklijk Paleis, dat een kilometer verderop ligt.

## Planning
Keizer Wilhelm II liet in het begin van de twintigste eeuw meerdere kastelen bouwen: dit en nabij de Deense grens de Marinseschule Mürwik (1907-1910).
Na de sloop van vestingwerken in Posen in 1902 ontstond het idee om daar een residentieslot te bouwen. Men wilde in de voormalige Poolse stad in het oosten van het rijk de aanwezigheid van de Duitse heerschappij laten zien met een nieuw stadscentrum. Zo werden het Kaiserforum, residentieslot, Operahuis, postgebouw, Ansiedlungskommission, koninklijke academie, muziekacademie, Erlöserkirche, en standbeeld van Bismarck gebouwd. De uitvoering van de plannen kostten 5 miljoen Goldmark. Het paleis werd met een bezoek van de keizer op 21 augustus 1910 ingewijd.

## Verdere gebruik
Na de Eerste Wereldoorlog en het daaropvolgende Verdrag van Versailles werd Posen afgestaan aan het heropgerichte Polen. In het interbellum fungeerde het slot als een residentie van de Poolse president. Een deel werd ook door de universiteit gebruikt en de protestantse kapel werd katholiek. Na de bezetting van Polen gaf Adolf Hitler de opdracht het paleis uit te bouwen tot Führerresidenz om de Duitse heerschappij opnieuw te manifesteren. Gauleiter Arthur Greiser nam in december 1943 zijn intrek in het paleis. Aan het einde van de Tweede Wereldoorlog werd het gebruikt als militair hospitaal.
Na de oorlog werd de zwaar beschadigde toren met twintig meter ingekort. Aanvankelijk werd het paleis door de universiteit en het stadsbestuur gebruikt tot het in de jaren 1960 een cultuurcentrum werd.